# Helmut Schmiedt
Helmut Schmiedt (* 25. September 1950 in Dortmund) ist ein deutscher Literaturwissenschaftler. Er ist vor allem als Kenner von Leben und Werk Karl Mays bekannt geworden. Der Hochschullehrer an der Universität Koblenz-Landau beschäftigt sich vor allem mit Unterhaltungs- und Gegenwartsliteratur, aber auch mit der Literatur des 18. Jahrhunderts, darunter der Zeit des Sturm und Drang.

## Leben
Bereits als Kind entwickelte sich Helmut Schmiedt zu einem begeisterten Karl-May-Leser, dessen Werke ihn nicht mehr losließen und mit denen er sich seit Ende der 1970er Jahre auch wissenschaftlich auseinandersetzt. 1977 wurde er mit der Dissertation Karl May. Studien zu Leben, Werk und Wirkung eines Erfolgsschriftstellers an der Universität Bonn zum Dr. phil. promoviert. 1984 habilitierte er sich dort mit der Schrift Regression als Utopie. Psychoanalytische Untersuchung zur Form des Dramas. Nach einer Dozententätigkeit an der Fernuniversität in Hagen in den 1980er Jahren erhielt er 1990 eine außerplanmäßige Professur an der Universität Bonn. 1995 nahm er den Ruf auf den Lehrstuhl für Neuere deutsche Literaturwissenschaft der Universität Koblenz-Landau an, wo er bis zu seiner Emeritierung geschäftsführender Leiter des Instituts für Germanistik war.
Schmiedt hat sich in zahlreichen Buch- und Zeitschriftenveröffentlichungen mit Karl May auseinandergesetzt und erprobt verschiedenste literaturwissenschaftliche Methoden an dessen Werk, um zu immer differenzierteren Deutungen zu gelangen. Neben formalen Beschreibungen von Mays Erzählkunst unternahm Schmiedt Untersuchungen zur Editions- und Motivgeschichte, verfolgte psychoanalytische und gattungstypologische Ansätze. Über die Karl-May-Gesellschaft, deren stellvertretender Vorsitzender er war, hält er zudem Kontakt zur großen Fangemeinde des beliebten Abenteuerschriftstellers. Er veröffentlicht regelmäßig Beiträge im Jahrbuch der Karl-May-Gesellschaft, dessen Mitherausgeber er seit 1993 ist.
Im Gegensatz zu vielen seiner Fachkollegen sieht er auch in der Unterhaltungsliteratur („Trivialliteratur“) ein würdiges Forschungsfeld der Literaturwissenschaft und untersucht daher mit großer Begeisterung das Verhältnis von Hochliteratur und populärer Kultur. Ergebnis sind Titel wie Ringo in Weimar. Begegnungen zwischen Hochliteratur und Popularkultur (1996). In Dr. Mabuse, Winnetou & Co.. Dreizehn Klassiker der deutschen Unterhaltungsliteratur (2007) beschäftigt er sich mit Autoren, die sonst eher nicht im Blickfeld der Literaturwissenschaft liegen.
Daneben hat Schmiedt aber auch zahlreiche Arbeiten zur deutschsprachigen Literatur seit dem 18. Jahrhundert publiziert, darunter Untersuchungen zum Drama sowie zur Literaturepoche der Aufklärung und deren Strömung Sturm und Drang. So befasste er sich intensiv mit Johann Wolfgang von Goethes Die Leiden des jungen Werther.
Helmut Schmiedt wohnt in Köln.

## Schriften
- Karl May. Studien zu Leben, Werk und Wirkung eines Erfolgsschriftstellers, Dissertation, Bonn 1977 (als Buch als Band 2 der Reihe Diskurs, Königstein/Taunus 1979, ISBN 3-445-01916-9; später völlig überarbeitet und ergänzt; 3. Auflage in der Reihe Athenäums Programm, Frankfurt am Main 1992, ISBN 3-445-04774-X)
- als Herausgeber: Karl May, Frankfurt am Main 1983 (ISBN 3-518-38525-9)
- Popularkultur in der Gegenwartsliteratur, Kurseinheit der Fernuniversität Hagen, Hagen 1984
- Literaturpsychologie, Band 4 von Literaturwissenschaftliches Grundlagenwissen, Kurseinheit der Fernuniversität Hagen, Hagen 1984
- Die Karriere eines Greenhorns: Karl May, Winnetou I - III, Kurseinheit der Fernuniversität Hagen, Hagen 1984
- Dramen des Sturm und Drang, Zwei Kurseinheiten der Fernuniversität Hagen, Hagen 1985
- Der Täter als Ermittler, Hagen 1986
- Regression als Utopie. Psychoanalytische Untersuchung zur Form des Dramas, Habilitationsschrift, Bonn 1984 (als Buch unter diesem Titel Würzburg 1987, ISBN 3-88479-274-1)
- Formen gesellschaftlicher Literatur bei Günter Wallraff, Max von der Grün und Heinrich Böll, Doppelkurseinheit der Fernuniversität Hagen, Hagen 1987
- als Herausgeber: „Wie froh bin ich, daß ich weg bin!“ Goethes Roman ‚Die Leiden des jungen Werther‘ in literaturpsychologischer Sicht, Würzburg 1989 (ISBN 3-88479-391-8)
- Liebe, Ehe, Ehebruch. Ein Spannungsfeld in deutscher Prosa von Christian Fürchtegott Gellert bis Elfriede Jelinek, Opladen 1993 (ISBN 3-531-12389-0)
- Ringo in Weimar. Begegnungen zwischen Hochliteratur und Popularkultur, Würzburg 1996 (ISBN 3-8260-1124-4)
- als Herausgeber zusammen mit Annika Lorenz: Johann Wolfgang Goethe: Die Leiden des jungen Werthers. Synoptischer Druck der beiden Fassungen 1774 und 1787, Paderborn 1997 (ISBN 3-89621-056-4)
- als Herausgeber zusammen mit Helmut J. Schneider: Aufklärung als Form. Beiträge zu einem historischen und aktuellen Problem, Würzburg 1997 (ISBN 3-8260-1380-8)
- als Herausgeber: Karl May: Am Tode, (Reprint der Ausgabe von 1902), Hamburg 1999
- als Herausgeber: Bühnenschwänke, Würzburg 2000 (ISBN 3-8260-1833-8)
- Der Schriftsteller Karl May. Beiträge zu Werk und Wirkung, Husum 2000 (ISBN 3-920421-79-5)
- Dr. Mabuse, Winnetou & Co. Dreizehn Klassiker der deutschen Unterhaltungsliteratur, Bielefeld 2007 (ISBN 978-3-89528-621-6 oder ISBN 3-89528-621-4)
- Karl May oder Die Macht der Phantasie, Verlag C. H. Beck, München 2011 ISBN 978-3-4066-2116-1
- Werther trifft Winnetou : über Goethe und Karl May. Karl-May-Verlag, Bamberg 2024, ISBN 978-3-7802-0579-7.

Daneben betätigt sich Helmut Schmiedt auch als Autor und Mitherausgeber der Jahrbücher der Karl-May-Gesellschaft.